# 馬克斯維爾 (蒙大拿州)
馬克斯維爾（英語：Maxville）是位於美國蒙大拿州格拉尼特縣的普查規定居民點。

## 歷史
馬克斯維爾的郵局於1912年設立，其後於1979年停運。

## 人口
根據2020年美國人口普查的數據，馬克斯維爾的面積為18.08平方千米，當中陸地面積為18.06平方千米，而水域面積為0.02平方千米。當地共有人口138人，而人口密度為每平方千米7.63人。